# Campbell Armstrong
Pour les articles homonymes, voir Armstrong.
Campbell Armstrong, connu aussi sous les pseudonymes de Campbell Black, Thomas Altman et Thomas Weldon, est un écrivain et dramaturge écossais né à Glasgow le 25 février 1944 et mort à Dublin le 1er mars 2013.

## Biographie
Après avoir étudié la philosophie à l'Université du Sussex (Grande-Bretagne), Campbell Armstrong fait paraître son premier roman en 1968, Assassins & victims, sous le pseudonyme de Campbell Black. Installé aux États-Unis dès 1971, il y réside pendant vingt ans, avec sa femme et ses enfants. Il y enseigne alors l'Écriture créative ("Creative writing"), d'abord à l'Université de New York (jusqu'en 1974), puis à l'Université d'Arizona (entre 1975 et 1978), avant de se consacrer entièrement à l'écriture romanesque. En 1991, Campbell Armstrong quitte les États-Unis pour s'installer en Irlande. Il travaille alors comme éditeur de fiction pour différentes maisons d'édition.
Auteur de romans policiers, Campbell Armstrong est surtout connu pour deux séries à succès. La plus récente, qui a pour cadre la ville de Glasgow, met en scène le sergent Lou Perlman, un policier de confession juive, solitaire et intègre, tourmenté par le Mal et les nouvelles formes qu'il peut prendre.
La seconde série de l'auteur, encore inédite en français, a pour figure centrale Frank Pagan, un agent secret spécialiste de l'antiterrorisme. Elle comprend cinq titres : Jig (1987), Mazurka et White light (1988), Mambo (1990), Jigsaw (1994) et Heat (1996).
Également dramaturge, Campbell Armstrong a écrit plusieurs pièces de théâtre inédites en français, et des fictions pour la BBC.
Campbell Armstrong a par ailleurs novelisé, sous le pseudonyme de Campbell Black, les films Pulsions (1980), de Brian De Palma, et Les Aventuriers de l'arche perdue (1981), de Steven Spielberg.
Campbell Armstrong est lauréat du Scottish Arts Council Award pour son roman The Punctual Rape (1970).

## Œuvres traduites en français
- Roulette russe, [« The Trader's Wife »], trad. de Thierry Piélat, Paris, Presses de la Cité, 1999, 396 p.  (ISBN 2-258-04894-X)
- Tu enfanteras dans la terreur [« The true Bride »], trad de Bernard Blanc et Dominique Brotot, Fleuve Noir, Coll. Gore, N° 11, 1985, 153 p. [6] (ISBN 2-265-03101-1)

Série Lou Perlman - Glasgow
- Tu iras en enfer, [« The Bad Fire »], trad. de Philippe Bonnet et Arthur Greenspan, Paris, Éditions du Masque, 2004, 428 p.  (ISBN 2-7024-3196-8)
- L’Ombre du frère, [« The Last Darkness »], trad. de Philippe Rouard, Paris, Éditions du Masque, 2005, 356 p.  (ISBN 2-7024-3231-X)
- Colère blanche, [« White Rage »], trad. d’Alexis Champon, Paris, Éditions du Masque, 2006, 376 p.  (ISBN 2-7024-3265-4)
- Scalpel, [« Butcher »], trad. de Freddy Michalski, Paris, Éditions du Masque, 2008, 380 p.  (ISBN 978-2-7024-3334-8)

Novélisations de scénarios de films :
- Pulsions, (en coll. avec Brian de Palma), trad. Herbert Draï, J'ai lu, Paris, 1989, 250 p. (J'ai lu Policier ; no 1198).  (ISBN 2-277-21198-2)
- Les Aventuriers de l'arche perdue, in Indiana Jones, l'intégrale de la Trilogie , trad. Philippe Rouard. Bragelone, Paris, mai 2008, p. 7 à 155/541 p.  (ISBN 2-3529-4184-9)